# Fortaleza de Sagres

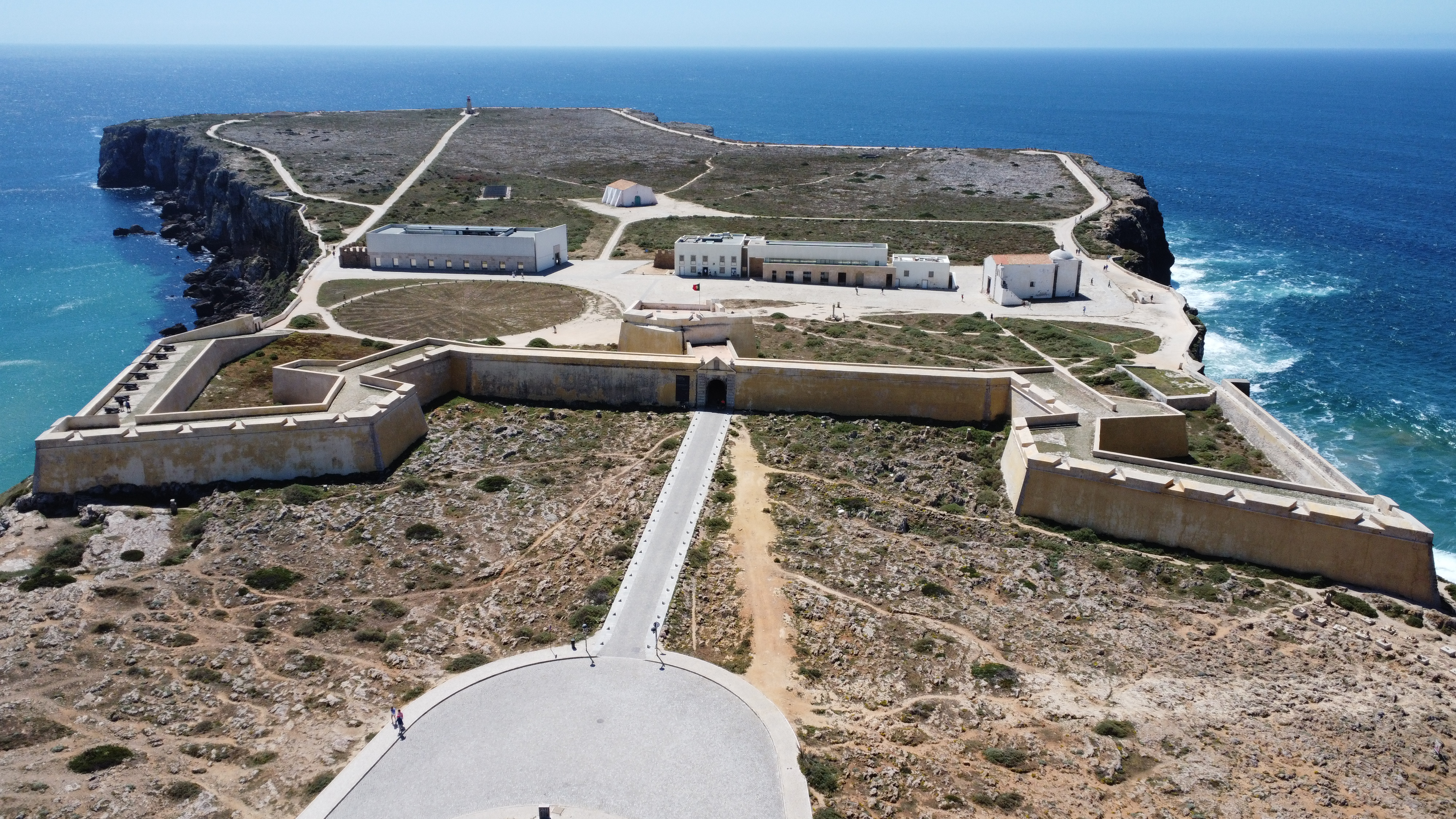
Luftaufnahme der Festung von Sagres

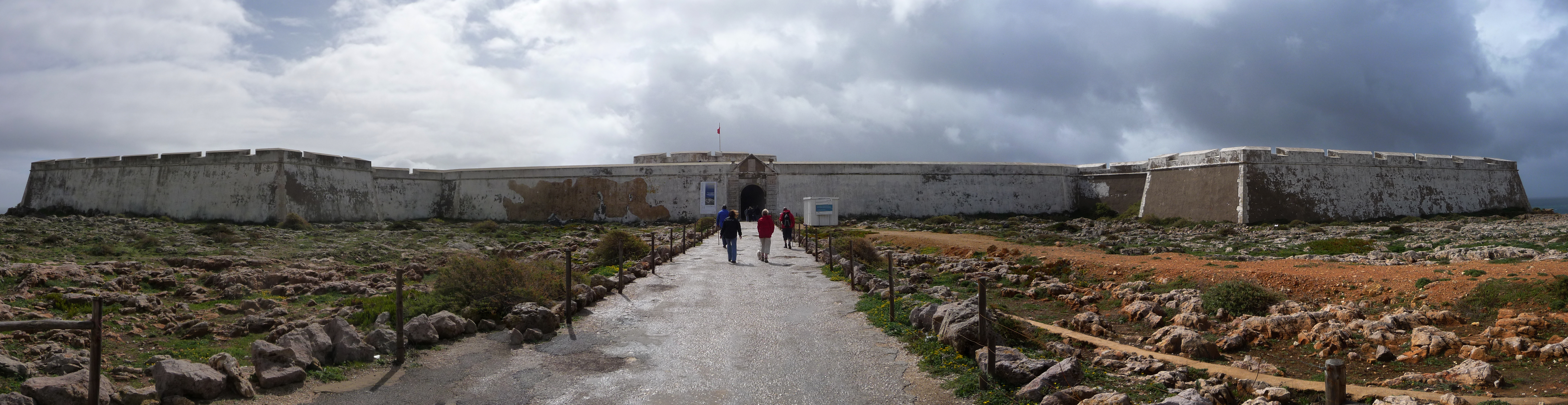
Ansicht des Forts

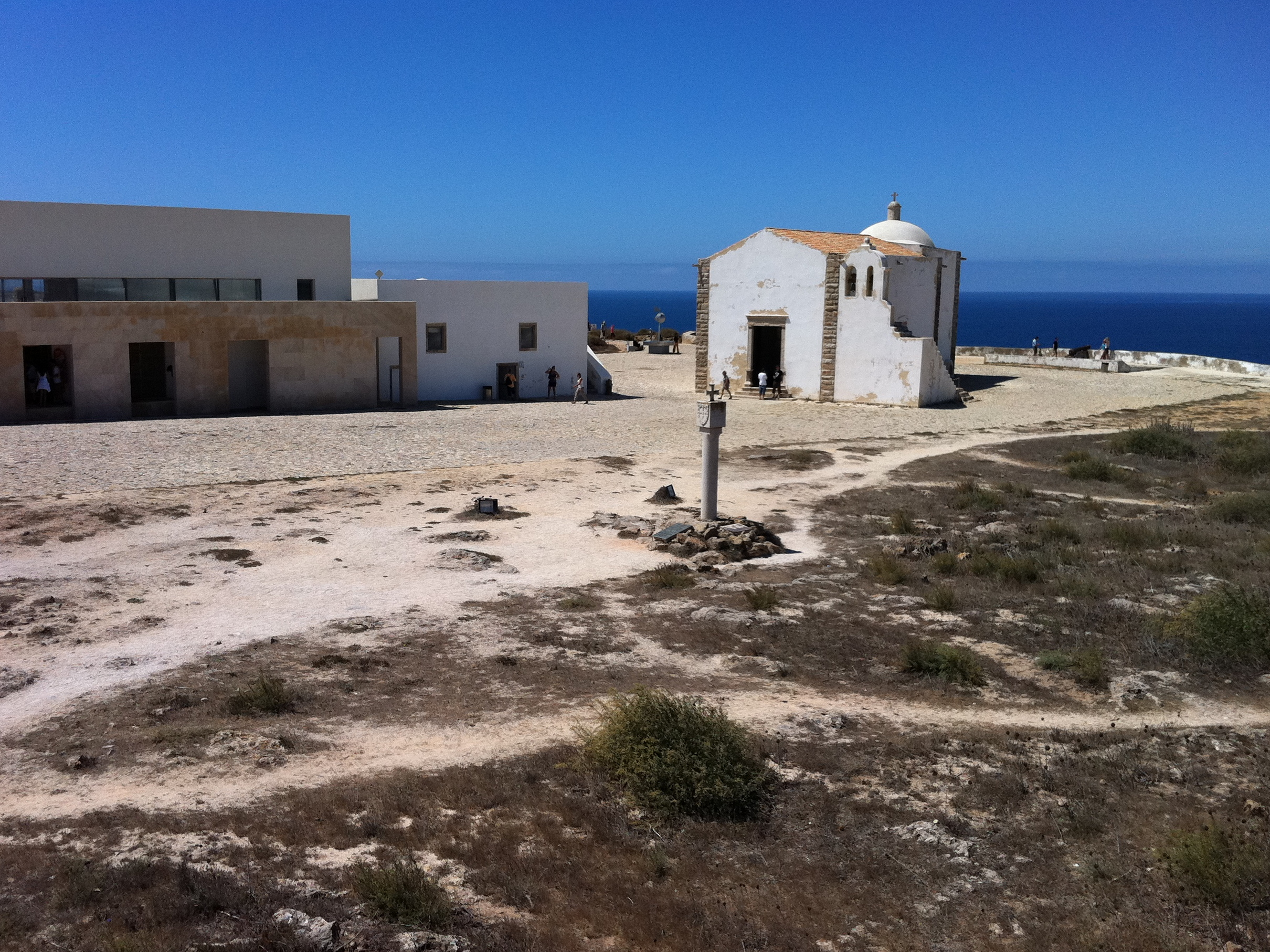
Innenhof des Forts mit Kapelle "Igreja de Nossa Senhora da Graça"

Das Fort Fortaleza de Sagres, ein portugiesisches Nationaldenkmal von überragender Bedeutung, befindet sich südwestlich von Sagres auf einer ein Kilometer langen Klippe namens Ponta de Sagres. Die gesamte Anlage und die umliegende Landschaft stehen unter Naturschutz.
Innerhalb des Forts befindet sich die sogenannte Rosa dos Ventos aus dem 15. oder 16. Jahrhundert.

## Weblink
Koordinaten: 36° 59′ 52″ N, 8° 56′ 55,9″ W